# 델타 익스프레스
델타 익스프레스(영어: Delta Express)는 한 때 존재했던 항공사로 델타 항공의 자회사이자 미국의 저비용 항공사로 1996년에 설립되어 2003년까지 존재했던 저비용 항공사로 이 회사가 없어진 이후 송에어로 설립 했으나 2006년에 델타 항공과 합병되면서 사실상 소멸되고 말았다.

## 개요
델타 익스프레스는 올랜도 국제공항을 허브 공항으로 플로리다주와 미국 북동부뿐만 아니라의 특정 부분 중서부에 운항했다. 그 결과 같은 저비용 항공사인 콘티넨탈 라이트와 메트로젯을 포함해 사우스웨스트 항공과 제트블루 항공과 경쟁을 했다. 델타 익스프레스의 보유 기종은 보잉 737-200만 구성되어 있으며 전 좌석 코치 클래스로 구성되었다. 대신 기내 엔터테인먼트이나 식사 서비스가 제공되지 않았다. 1998년에 이 회사는 한 차례 도장이 변경되었고 델타 익스프레스는 2003년에 송에어로 대체 했으며 이 항공사 역시 저비용 항공사로 운항했으나 2006년에 델타 항공에 합병했다.

## 보유 기종

### 보잉
- 보잉 737-200

## 같이 보기
- 송에어
- 델타 항공
- 테드 항공
- 미국의 없어진 항공사 목록